# Rourea amazonica
Rourea amazonica är en tvåhjärtbladig växtart som först beskrevs av Bak., och fick sitt nu gällande namn av Radlkofer. Rourea amazonica ingår i släktet Rourea och familjen Connaraceae. Inga underarter finns listade i Catalogue of Life.